# Złote Jamy
Die Złote Jamy (deutsch: Goldengrubenhübel) sind ein 1088 m hoher Berg im schlesischen Teil des Isergebirges in Polen. Die Złote Jamy sind einer der höchsten Berg des Isergebirges im Süden des Hohen Iserkamms in der Gemeinde Mirsk. Sie zählen zum Massiv der Zielona Kopa.

## Beschreibung
Der Gipfel ist fast vollständig mit Nadelwald bewachsen. Der Gipfel gehört zu den südlichen Ausläufern des Hohen Iserkamms unweit des höchsten Bergs des Isergebirges, der Wysoka Kopa. Seine Hänge fallen relativ steil herab und speisen mit seinen Nebenbächen die Iser und den Kleinen Zacken. Vom 13. bis zum 15. Jahrhundert wurde an den Hängen Gold abgebaut, was dem Berg den Namen gab. Die Stollen und Schächte sind noch erkennbar. Über den Gipfel führen keine markierten Wanderwege.